# ديفيد روبن
ديفيد روبن (بالإنجليزية: David Reuben)‏ هو طبيب نفسي أمريكي، ولد في 29 نوفمبر 1933.

## وصلات خارجية
- ديفيد روبن على موقع IMDb (الإنجليزية)
- ديفيد روبن على موقع قاعدة بيانات الفيلم (الإنجليزية)